# Marie Gudme Leth
Pour les articles homonymes, voir Leth.
Marie Christine Mathea Gudme Leth, 5 octobre 1895, Århus - 17 décembre 1997, Frederiskberg, est une artiste danoise spécialiste de l'imprimerie textile pionnière de l'utilisation de la sérigraphie pour la production de tissu à l'échelle industrielle.

## Jeunesse
Née à Aarhus, Marie Gudme Leth fréquente l'école des arts et métiers industriels pour femmes (intégrée après 1967 à la Royal Danish Academy of Fine Arts, School of Design) avant d'entrer à l'Académie royale des beaux-arts du Danemark. En 1921, elle se rend à Java où elle passe trois ans avec sa sœur. Là-bas, elle se familiarise avec les techniques indonésiennes associées à la production du batik. Comme son ambition était d'élever le statut de l'impression textile au niveau d'autres métiers d'art, elle commence à expérimenter l'impression au bloc de bois. Comme le Danemark manquait d'un lieu d'enseignement pour les textiles imprimés, elle part pour Francfort-sur-le-Main en 1930, où elle étudie l'impression en couleur à l'école de design et développa sa propre approche du sujet. Elle retourne en Allemagne, à Munich, en 1934 pour étudier la sérigraphie. En 1941, elle ouvre son propre atelier où elle se concentre d'abord sur les imprimés de fleurs et d'animaux avant de se tourner vers des dessins plus géométriques.

## Carrière
En 1931, elle se rend compte que des techniques basées sur la sérigraphie, qu'elle avait expérimentées lors d'une visite dans une usine allemande cette même année, pourraient être d'appliquées à l'impression textile à l'échelle industrielle. En conséquence, elle a ouvert et co-fondé Dansk Kattuntrykkeri (usine danoise d'impression sur calicot) en 1935. De 1931 à 1948, elle enseigne également l'impression textile à l'École des Arts et Métiers.
Ses motifs, imprimés sur lin ou coton, travaillaient souvent deux nuances d'une même couleur, en particulier les bleus ou les verts. Ses premières créations d'impression au bloc de bois, notamment Jagten, Landsby et Mexico, ont été inspirées à la fois par des thèmes danois et par ses expériences à l'étranger. Ils étaient caractérisés par des dessins simples comme ceux des livres d'images. Ses imprimés jardin peuplés d'animaux comprenaient des thèmes de grenouille, d'escargot et de serpent. En utilisant la technique de la sérigraphie, elle a pu étendre ses motifs d'impression en bloc à des impressions en forme de silhouette où les motifs végétaux danois se mêlaient à ceux des forêts primitives, comme dans ses imprimés Orkidé. Celles-ci ont conduit à leur tour à des motifs floraux plus libres et plus naturels, tandis que ses combinaisons de couleurs ont évolué de quelques couleurs contrastées à une variété de nuances. Dans les années 1950, elle abandonne son style libre, optant plutôt pour des motifs strictement géométriques, tout en conservant son intérêt pour les combinaisons de couleurs harmonieuses. En 1955, un voyage à Ravenne où elle a expérimenté les mosaïques anciennes l'a inspirée à concevoir des motifs avec quatre ou cinq couleurs représentant de petits médaillons, des cœurs, des feuilles et des lignes ondulées tandis que des conceptions ultérieures telles que Mariati et Beyrouth ont été inspirées par un voyage en Turquie et le Moyen-Orient.

## Expositions et récompenses

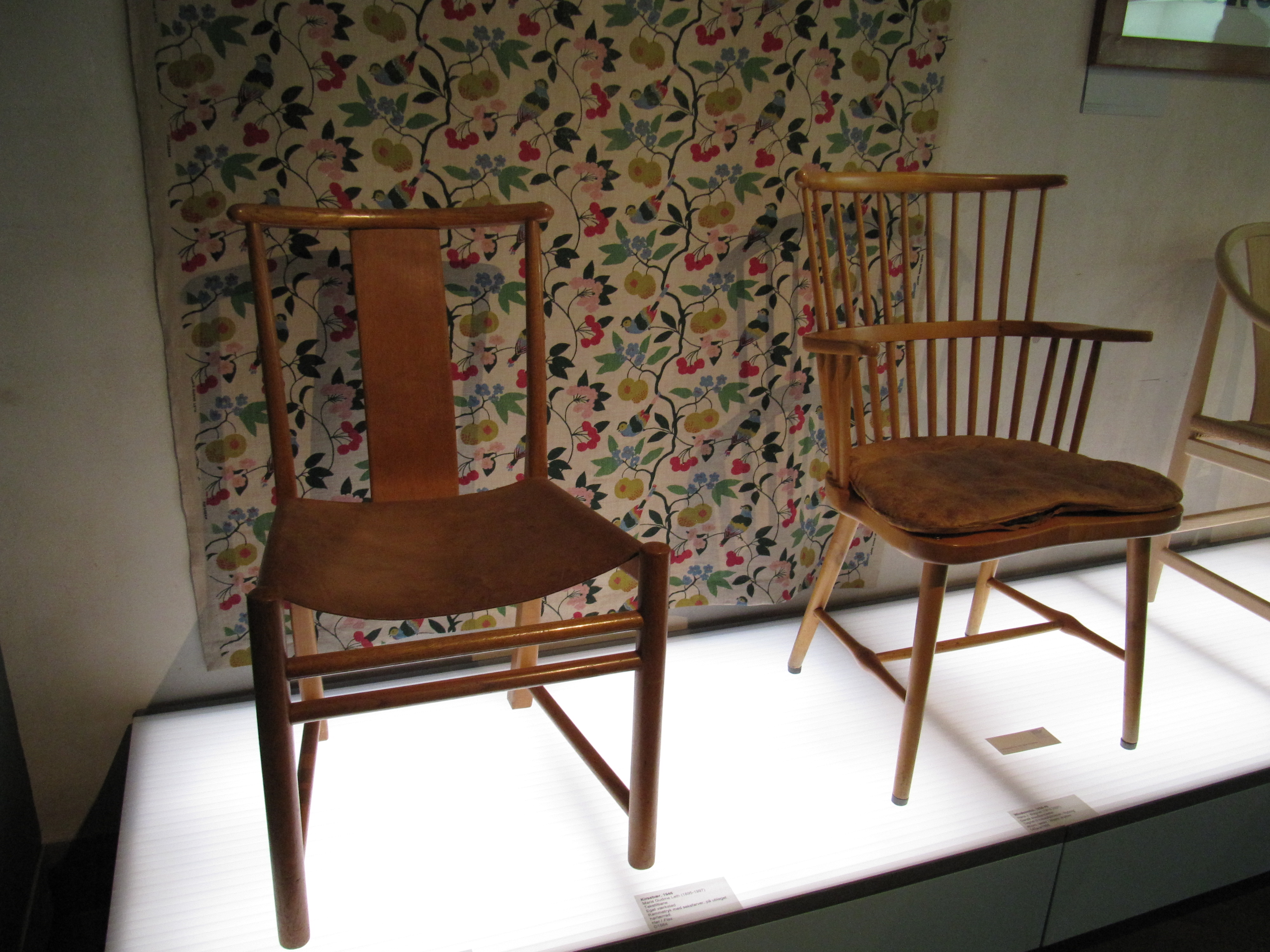
Textile de Marie Gudme Leth comme toile de fond au musée du design danois

À partir des années 1930, Leth a participé à toutes les grandes expositions de design danois au Danemark et à l'étranger. Elle a reçu des médailles d'or à l'Exposition de Paris en 1937 et à la Triennale de Milan en 1951. Lors d'une exposition organisée pour commémorer le 25e anniversaire de son usine en 1960, il a été expliqué que ce n'était pas seulement l'œuvre de la vie de Leth qui était exposée mais l'histoire d'un nouvel artisanat danois. En 1977 et en 2016 ont lieu des rétrospectives au Musée danois d'art et de design où plusieurs de ses œuvres sont encore visibles,,.